# قطعنامه ۵۲۷ شورای امنیت
قطعنامه ۵۲۷ شورای امنیتِ سازمان ملل متحد که در تاریخ ۱۵ دسامبر ۱۹۸۲ تصویب شد، سندی بین‌المللی دربارهٔ آفریقای جنوبی است. این قطعنامه طی نشست ۲۴۰۷ام با ۱۵ رای موافق، ۰ رای مخالف و ۰ رای ممتنع تصویب شد.